# Guy Mark Gillette
Guy Mark Gillette (Cherokee, 1879. február 3. – Cherokee, 1973. március 3.) az Amerikai Egyesült Államok szenátora (Iowa, 1936–1945 és 1949–1955).